# 너 피르 코롱머

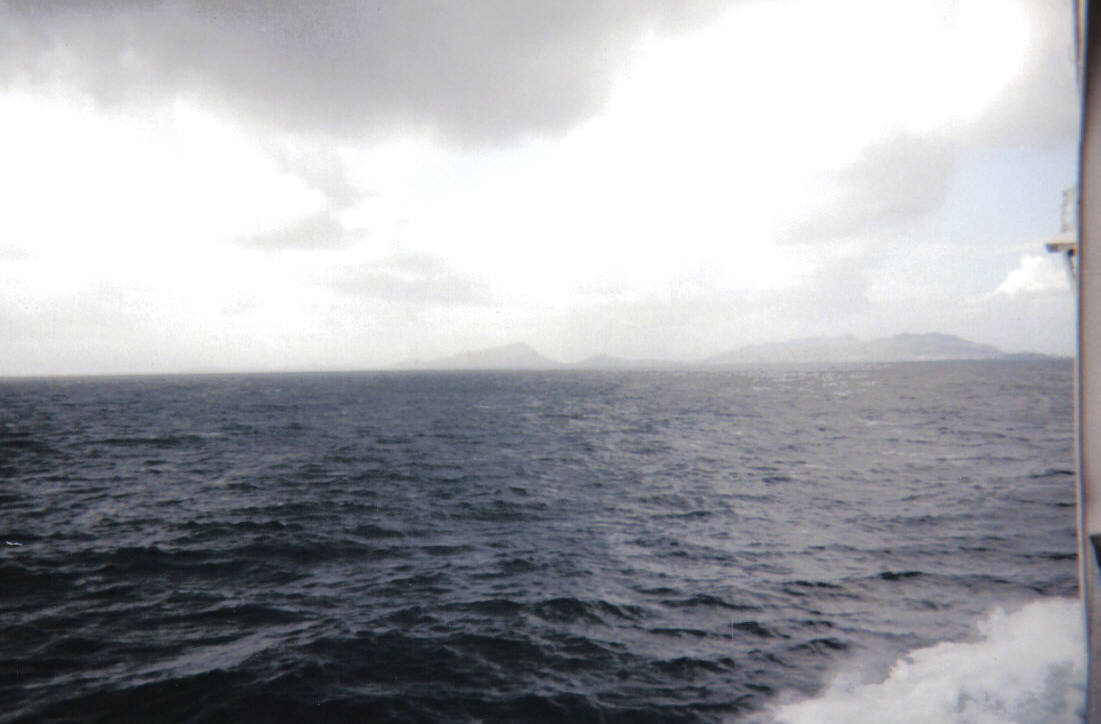
민치 해협

너 피르 코롱머(스코틀랜드 게일어: na fir ghorma [nˠə fʲɪɾʲ ˈkɔrɔ̃mə]) 또는 민치 해협의 시퍼런 남자들(영어: Blue men of the Minch)은 아우터헤브리디스와 스코틀랜드 본토 사이의 해협에 출몰한다는 요괴로, 배를 침몰시켜 선원들을 익사시키는 물귀신의 일종이다. 이들은 민치 해협과 그 주위 일대에만 전승되는 특이한 요괴들로, 스코틀랜드의 다른 지방에서는 전승되지 않으며, 민치 해협 일대를 제외한 세계 어느 곳에서도 비슷한 요괴를 찾을 수 없다.
이들은 인간과 비슷하게 생겼고 덩치도 비슷한데 피부색이 파란 색이라는 점만 다르다. 폭풍우를 불러일으킬 수도 있고, 날씨가 좋을 때는 수면 위에 뜨거나 바로 아래에서 잠을 취한다. 블루맨은 수면 밖으로 몸통만 내놓고 쇠돌고래처럼 자맥질을 해서 움직인다. 또한 언어 구사 능력이 있다. 한 무리의 블루맨들이 해협을 통과하던 배를 발견하면 그쪽을 향해 우르르 몰려들고, 두목 블루맨이 배의 선장에게 시 두어 절을 소리친다. 선장은 블루맨들의 도전에 응답해서 시를 마무리 지어 소리쳐 대답해야 하며, 하지 못한다면 블루맨들이 달려들어 배를 전복시키려 한다.
블루맨에 대한 해석으로는 바다의 의인화라는 가설과, 몸에 파란 물감을 칠했던 픽트족을 가리키는 것이라는 설, 또는 바이킹이 스코틀랜드에 데리고 온 북아프리카 출신의 노예들(투아레그족은 파란 옷을 입고 다녔다)에서 비롯되었다는 설 등이 있다.

## 어원
하일랜드 지방(스코틀랜드 고지)과 이너헤브리디스 제도는 북쪽에 떨어져 있는 아우터헤브리디스 섬과 민치 해협을 사이에 두고 있으며, 이 민치 해협이 블루맨들의 서식지이다. 사전편찬학자 에드워드 드웰리에 따르면, 블루맨을 가리키는 스코틀랜드 게일어 표현들인 "너 피르 코롱머"(na fir ghorma), "파르 코롱므"(fear gorm), "스루흐 넘 파르 코롱므"(sruth nam fear gorm) 들에서 "코롱므"(gorm)가 "푸른색"을 의미하며, "파르"(fear)는 "남자", "너 피르"(na fir)는 복수형으로 "남자들"이라 풀이된다.
블루맨을 "스톰 켈피"(storm kelpies)라고 부르기도 한다. 켈피는 스코틀랜드 신화에서 가장 잘 알려진 물귀신으로, 보통 말처럼 생긴 물말의 일종으로 생각되지만, 사실 켈피라는 이름은 지역에 따라 여러 가지 다양한 전승과 맥락에서 다르게 사용된다. "켈피"(kelpie)란 "어린 암소" 또는 "수망아지"를 뜻한 스코틀랜드 게일어 "칼파"(calpa) 또는 "칼파크"(cailpeach)에서 파생된 것으로 생각된다.

## 전승의 상세
소위 "타락천사" 들은 세 부류로 나뉘게 되었는데, 한 부류는 땅에 사는 요정이 되었고, 두 번째 부류는 바다에 사는 블루맨이 되었고, 마지막 부류는 하늘에 살면서 북극광(오로라)을 일으킨다고 한다. 블루맨들은 인간과 생김새와 몸집이 모두 같으나, 피부색이 푸르다는 것만 다르다. 블루맨의 얼굴은 회색조를 띠고 하관이 길었으며, 어떤 블루맨들은 팔이 길었는데 팔 역시 회색조를 띠었다. 그리고 그들은 푸른색 쓰개를 선호했다. 최소 1개 이상의 문헌에서 그들이 날개도 가지고 있었다고 주장한다. 시안트 제도에서 스카이섬 북쪽까지 이르는 약 19 킬로미터 길이의 수역은 폭풍우가 심하며 사시사철 조수 변화도 매우 빠르다. "파괴의 해류"(Current of Destruction)라 불리는 물살이 숱한 배들을 잡아먹은 이 험한 바다의 해식동굴에 블루맨이 산다.
민치 해협에서 다소 떨어져 있는 스코틀랜드 본토 서부의 코리브리컨만에도 다른 종류의 스톰 켈피가 있다는 얘기가 있다. 시인이자 민속학자인 앨러스데어 앨핀 맥그레고르는 코리브리컨의 스톰 켈피가 "하이랜드의 폭풍 물귀신(스톰 켈피) 중 가장 사나운 것"이라고 했다. 하지만 블루맨은 분명히 매우 좁은 지역에서만 국한되어 전승되고 있다. 도널드 알렉산더 맥켄지에 따르면, 블루맨과 유사한 요괴는 전 세계 어디에서도 찾을 수 없으며, 심지어 스코틀랜드 안에서도 민치 해협 일대를 벗어나면 관련된 전승이 존재하지 않는다. 요괴나 정령에 관한 전설이 이렇게 좁은 지역에만 국한되어 전승되는 것은 매우 드문 일이다. 민속학자이자 티리섬의 기독교 교역자였던 존 그레고르슨 캠벨에 따르면 스코틀랜드 본토 서해안에 해당하는 아가일 지방에는 블루맨 전승이 없다. 그런데 1700년대 중반에 스코틀랜드 본토에서 북동쪽으로 멀리 떨어진 셰틀랜드 제도의 쿼프 마을을 방문했던 존 브랜드가 주민들에게 블루맨과 유사한 이야기를 들은 바 있다. 이 이야기에 따르면, 섬 주위의 바닷물 속에 수염이 난 늙은 남자의 형상을 한 존재가 있어서, 배를 따라다니며 물 바깥으로 튀어나와 배의 승객과 선원들을 공포에 질리게 했다고 한다.
전통적인 블루맨 전승에 따르면 블루맨들은 격렬한 폭풍을 불러일으키는 힘이 있으나, 날씨가 좋을 때는 잠을 자거나 해수면 바로 아래에 둥둥 떠다닌다. 그들은 허리 위 몸통만 해수면 바깥에 내놓고 쇠돌고래가 하는 것처럼 몸을 비틀고 자맥질을 하면서 움직인다. 날씨가 맑고 밤하늘이 밝은 날이면 신티 놀이를 하면서 논다. 블루맨들은 언어 구사능력이 있으며, 뱃사람들과 대화할 수도 있다. 특히 선박을 물보라로 뒤덮어 버릴 때 신나서 떠들어 대는데, 배가 전복되는 순간 천둥처럼 웃어댄다.
블루맨들이 떼로 모여서 지나가는 배를 공격할 때면 그들의 두목(그 이름이 소나그Seonaidh라고 하기도 한다)이 물 밖으로 몸을 내밀고 배의 선장에게 두 문장 짜리 시를 외친다. 도널드 맥켄지가 인용한 블루맨과 인간 선장 사이의 시 대결의 예시는 다음과 같다.
블루맨 두목
너 머리 검은 짐승아 한번 말해 보아라
Man of the black cap what do you say
너의 그 잘난 배가 소금물들 가르는구나
As your proud ship cleaves the brine?
인간 선장
내 빠른 배야 제일 빠른 길 가고 있어라
My speedy ship takes the shortest way
나는 너 내뱉는 말 한줄한줄 따라가누나
And I'll follow you line by line
블루맨 두목
내 부하들은 열망하고, 내 부하들은 준비한다
My men are eager, my men are ready
널 이 파도 밑으로 끌고갈 준비 말이다
To drag you below the waves
인간 선장
내 배는 빠르고, 내 배는 튼튼하다
My ship is speedy, my ship is steady
가라앉으면 네놈들의 소굴이 박살날 터다.
If it sank, it would wreck your caves.
이렇게 시 대결을 펼쳐서 인간 선장이 승리하면 블루맨들은 배에 아무런 해도 끼치지 못하고 바닷속 소굴로 되돌아가고, 배는 무사히 해협을 지나갈 수 있다. 하지만 선장이 자신도 두 문장짜리 시를 지어서 외치지 못하면 블루맨들이 배를 공격하기 시작한다.
한편 또 다른 전승에서는 블루맨들이 지나가는 배에 다짜고짜 올라타서는 선원들에게서 돈이나 재물을 가로채가려고 한다. 이때 만일 요구사항을 들어주지 않으면 폭풍을 일으키겠다고 협박한다.
이 악귀들을 어떻게 죽였다는 이야기는 전해지는 것이 없다. 하지만 블루맨을 잡았다는 이야기는 전해지는 것이 있다. 물 위에 떠서 자고 있는 블루맨을 발견한 선원들이 놈을 붙잡아서 배에 꽁꽁 묶어 놓았다. 그러자 다른 블루맨 둘이 배를 쫓아오면서 이렇게 소리쳤다.
덩컨이 왔고, 도널드도 왔다
Duncan will be one, Donald will be two
해안에 닿기 전에 다른 이가 또 와야 하겠는가?
Will you need another ere you reach the shore?
붙잡혀 있던 블루맨은 동료들의 목소리를 듣자 포박을 끊어버리고 이렇게 대답하면서 배 아래로 펄쩍 뛰어 도망갔다.
덩컨의 목소리가 들리고, 도널드도 가까이 있구나
Duncan's voice I hear, Donald too is near
하지만 강력한 이안 모어는 도움 같은 것 굳이 필요없다.
But no need of helpers has strong Ian More.
그래서 선원들은 블루맨들 각각이 이름을 가지고 있어서 서로를 구분해 부른다는 것을 알게 되었다는 이야기다.

## 해석
작가이자 언론인인 루이스 스펜스는 블루맨을 "바다 자체의 의인화"라고 해석하고, 그들의 푸른 피부색이 곧 바다의 색에서 유래한 것이라고 보았다.

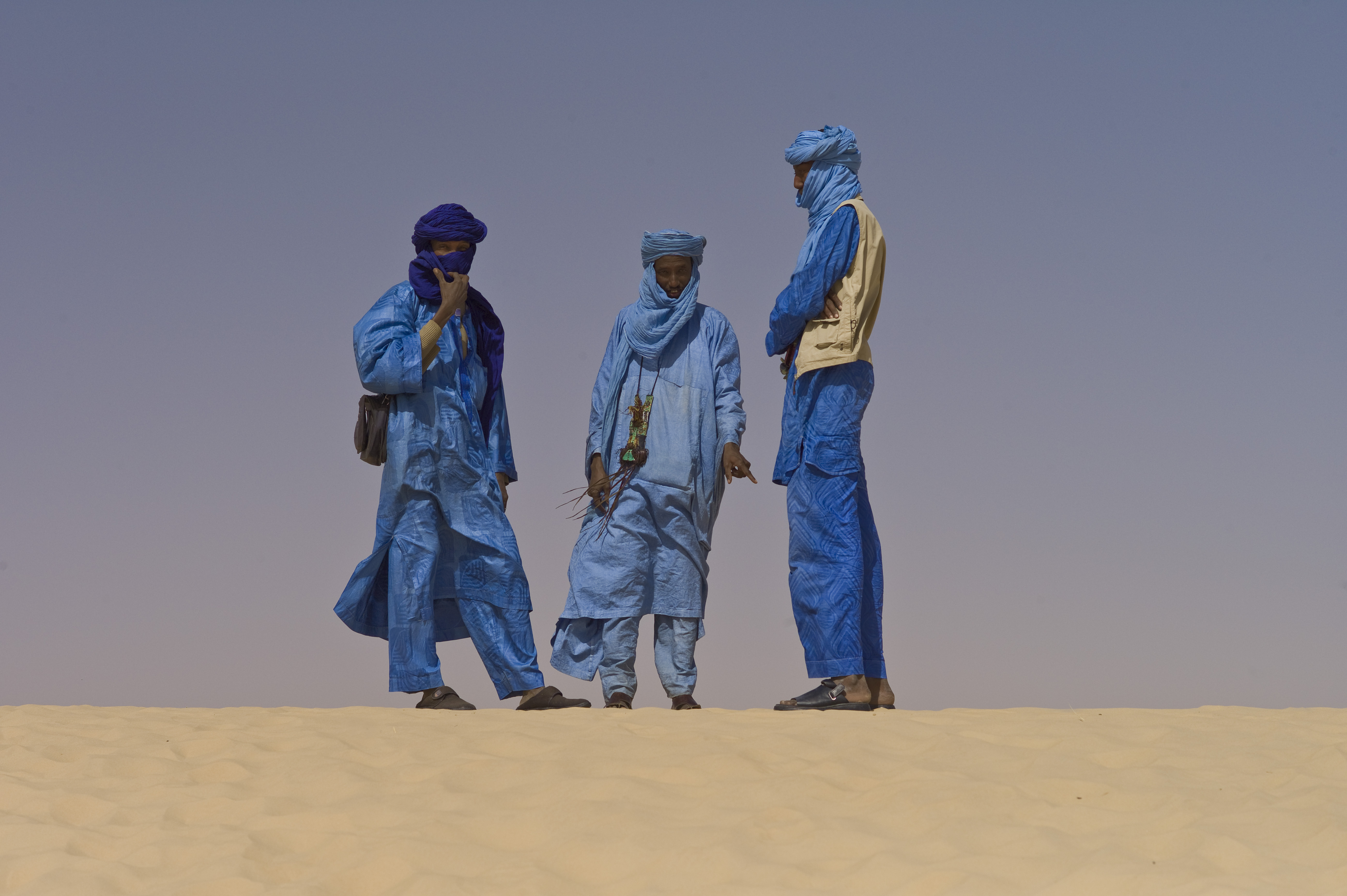
블루맨의 원형이 사하라의 투아레그인들일 가능성이 있다.

도널드 맥켄지는 아일랜드의 연대기 연구에 기반하여 바이킹과 항쟁했던 노르웨이의 초대 국왕 미발왕 하랄의 시대로 거슬러 올라가 블루맨을 해석하려고 한다. 한편 에드워드 드웰리는 "푸른 남자들"이라는 뜻의 스코틀랜드 게일어 "파르 고름"(fear gorm)이 흑인을 가리키는 것이라고 해석했다. 고로 블루맨의 게일어 이름 중 하나인 "스루흐 남 파르 고름"(sruth nam fear gorm)은 직역하면 "푸른 남자들의 행렬" 또는 "푸른 흑인들의 강, 흐름, 행렬"이 된다. 9세기 전후 바이킹들은 아프리카까지 진출해서 무어인들을 잡아다가 아일랜드 일대까지 항해할 때 뱃노예로 사용했다. 바이킹은 시안트 제도 주위에서 겨울을 보냈는데, 맥켄지는 이 점에 착안해 블루맨이 멀리서 끌려온 흑인 노예들에서 비롯된 것이라고 해석한다. 그는 역사학자 앨런 오어 앤더슨의 《기원후 500년에서 1286년까지 스코틀랜드 고대사 사료》(Early sources of Scottish history, A.D. 500 to 1286)에서 다음 문장을 직접 인용한다.
These were the blue men [fir gorma], because Moors are the same as negroes; Mauritania is the same as negro-land [literally, the same as blackness].
보다 최근의 학설들 중에도 맥켄지의 학설을 지지하는 것들이 있다. 역사학자 맬컴 아치볼드(Malcolm Archibald)는 블루맨 전설이 노르드인 들이 북아프리카 흑인들을 노예로 삼았던 시절에 만들어진 것이라는 데 동의한다. 다만 그는 무어인이 아니라 사하라의 투아레그인들이 블루맨의 원형일 것으로 추측하고 있다. 투아레그인들은 "사막의 푸른 이들"이라고 알려진 바 있다.

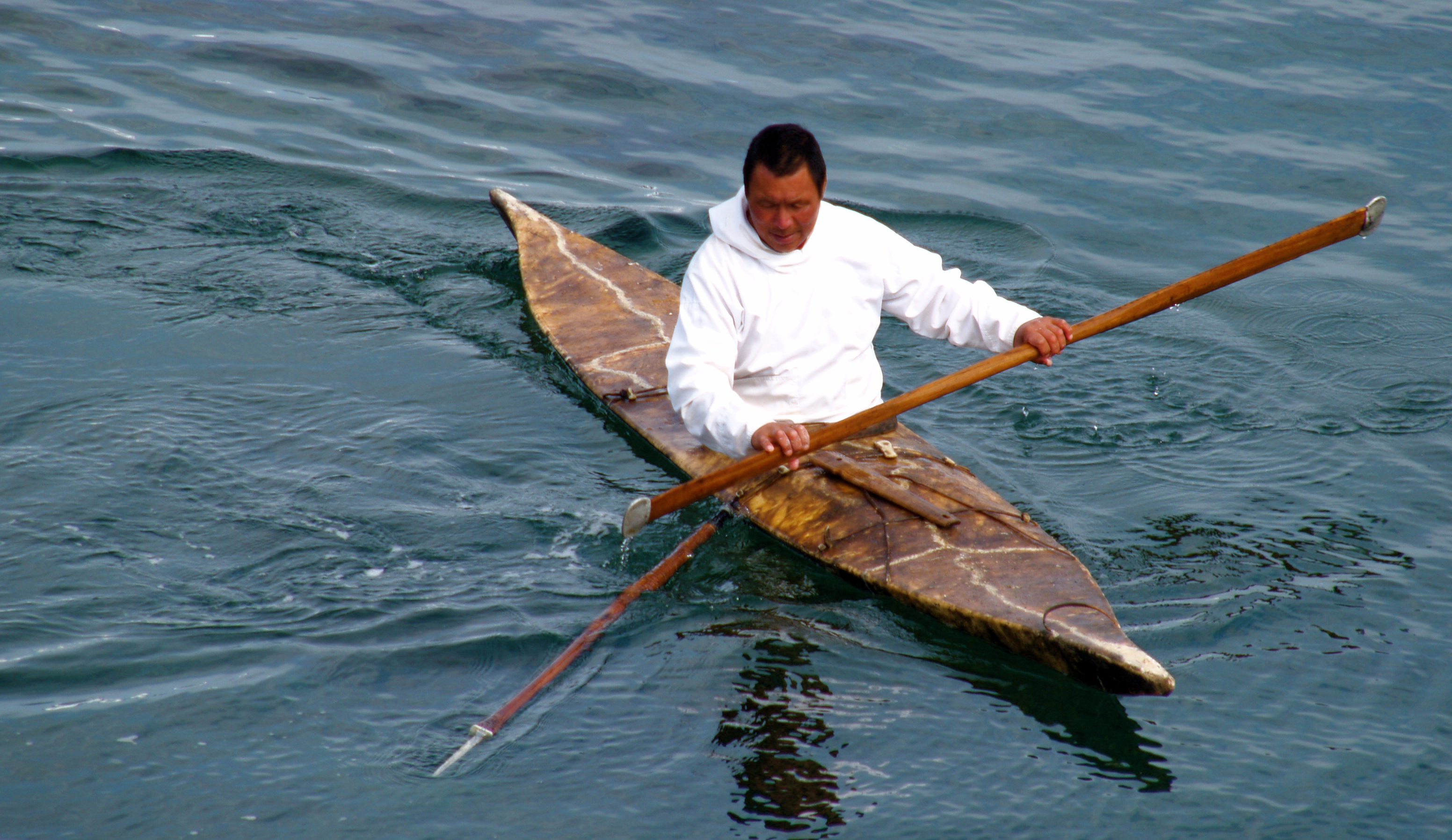
카약을 탄 이누이트.

한편, 민치 해협의 블루맨들의 정체에 대한 다른 학설로는 "문신한 사람들", 즉 픽트인들이라는 설이 있다. 켈트의 한 지파인 픽트인들은 몸에 푸른색 문신을 새겨넣는 풍습이 있었다. 애초에 "픽트"라는 이름도 "물감칠한 사람들"이라는 라틴어에서 비롯된 것으로 픽트인들이 스스로를 뭐라고 불렀는지는 전해지지 않는다. 픽트인들이 핀멘(Finn-men; 스코틀랜드 북부에 출몰한 이누이트들. 핀란드 민족인 핀족과는 다르다)의 카약과 같은 수단으로 물을 건너는 모습을 순진한 섬사람이나 뱃사람들이 보고 피부가 시퍼런 사람이 물 밖에 상체만 내민 채 돌아다닌다는 인상을 받게 되었다는 것이 이 학설의 요지다.

## 같이 보기
- 물귀신
- 켈피
- 타르브 우시게
- 미확인동물학(신비동물학)

## 참고 자료
- Anderson, Alan Orr (1922), Early sources of Scottish history, A.D. 500 to 1286, Oliver and Boyd
- Bane, Theresa (2013), Encyclopedia of Fairies in World Folklore and Mythology, McFarland, ISBN 978-1-4766-1242-3
- Brand, John (1883) [1701], A new description of Orkney, Zetland, Pightland-Firth and Caithness, Brown
- Dwelly, Edward (1902), Faclair Gàidhlìg air son nan sgoiltean 2, E. MacDonald
- Dwelly, Edward (1902a), Faclair Gàidhlìg air son nan sgoiltean 3, E. MacDonald
- Gregorson Campbell, John (1900), Superstitions of the Highlands and Islands of Scotland, James MacLehose
- Kingshill, Sophia; Westwood, Jennifer (2012), The Fabled Coast: Legends & traditions from around the shores of Britain & Ireland ebook판, Random House, ISBN 978-1-4090-3845-0
- Kynes, Sandra (2008), Sea Magic: Connecting with the Ocean's Energy, LLewellyn Worldwide, ISBN 978-0-7387-1353-3
- MacGregor, Alasdair Alpin (1937), The Peat-fire Flame, Moray Press
- Mackenzie, Donald A. (1917), Wonder tales from Scottish myth and legend, Blaickie
- Mackenzie, Donald A. (2013) [1935], Scottish folk-lore and folk life: studies in race, culture and tradition Kile판, Blackie, ASIN B00B0XJ60Q
- Sullivan, Mike; Pickering, Tim; Emmot, Robert (2010), The Outer Hebrides: Sea Kayaking Around the Isles & St Kilda, Pesda Press, ISBN 978-1-906095-09-3
- Varner, Gary R. (2007), Creatures in the Mist: Little People, Wild Men and Spirit Beings around the World: A Study in Comparative Mythology, Algora, ISBN 978-0-87586-545-4, 2014년 10월 24일에 원본 문서에서 보존된 문서, 2014년 12월 25일에 확인함, (구독 필요)
- Westwood, Jennifer; Kingshill, Sophia (2012), The Lore of Scotland: A Guide to Scottish Legends, Random House, ISBN 978-1-4090-6171-7